# Morrill (Kansas)
Morrill és una població dels Estats Units a l'estat de Kansas. Segons el cens del 2000 tenia 277 habitants.

## Demografia
Segons el cens del 2000, Morrill tenia 277 habitants, 101 habitatges, i 75 famílies. La densitat de població era de 509,3 habitants/km².
Dels 101 habitatges en un 35,6% hi vivien nens de menys de 18 anys, en un 64,4% hi vivien parelles casades, en un 6,9% dones solteres, i en un 24,8% no eren unitats familiars. En el 22,8% dels habitatges hi vivien persones soles el 6,9% de les quals corresponia a persones de 65 anys o més que vivien soles. El nombre mitjà de persones vivint en cada habitatge era de 2,74 i el nombre mitjà de persones que vivien en cada família era de 3,24.
Per edats la població es repartia de la següent manera: un 30,3% tenia menys de 18 anys, un 7,6% entre 18 i 24, un 28,9% entre 25 i 44, un 22,7% de 45 a 60 i un 10,5% 65 anys o més.
L'edat mediana era de 36 anys. Per cada 100 dones de 18 o més anys hi havia 107,5 homes.
La renda mediana per habitatge era de 30.357 $ i la renda mediana per família de 32.813 $. Els homes tenien una renda mediana de 30.250 $ mentre que les dones 17.500 $. La renda per capita de la població era d'11.924 $. Entorn del 24,7% de les famílies i el 34% de la població estaven per davall del llindar de pobresa.

## Poblacions més properes
El següent diagrama mostra les poblacions més properes.